# Применение авиации во Второй мировой войне

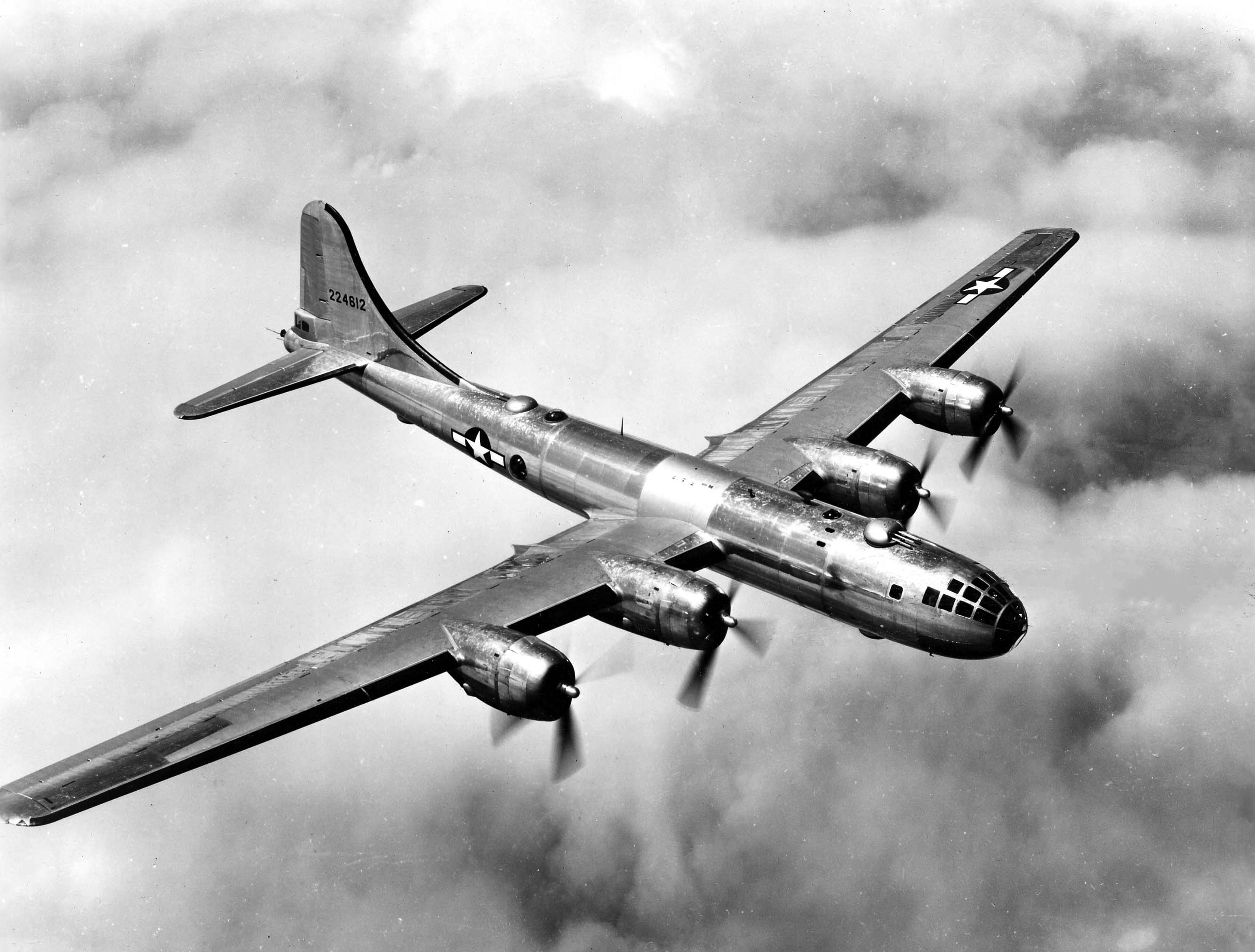
B-29 — дальний стратегический бомбардировщик США. В годы Второй мировой войны использовался для ковровой бомбардировки Японии.

Применение авиации странами-участницами Второй мировой войны было важной составляющей боевых действий. Нацистская Германия и Япония имели мощные военно-воздушные силы, тесно интегрированные с сухопутными и морскими силами, что позволило им добиться успехов в начальный период войны. Великобритания и США рассчитывали прежде всего на дальние стратегические бомбардировки, которые могли бы нанести большой ущерб противнику. Одновременно они развивали тактические воздушные силы, которые помогли бы завоевать господство в воздухе и тем самым оказать необходимую помощь сухопутным войскам. Великобритания и США также развивали палубную авиацию, которая стала важнейшим средством войны на море.

## Предвоенное планирование
До 1939 года все стороны действовали в основном в рамках теоретических моделей воздушного боя. Итальянский теоретик Джулио Дуэ в 1920-е годы обосновал эффективность стратегических бомбардировок. В рамках этих соображений американцы делали ставку на бомбардировщик Боинг Б-17, который мог достичь цели стратегических бомбардировок под защитой своего собственного оружия.
В противоположность этому, доктрина ВВС нацистской Германии (люфтваффе) была почти полностью посвящена поддержке армии. Следуя этой доктрине, немцы уделяли бомбардировочной авиации меньше внимания, чем британские военные.
Командование вооружённых сил Великобритании полагало, что авиация должна прежде всего защищать страну, прикрывая с воздуха все важнейшие объекты, и действовать по ближайшим морским и сухопутным коммуникациям противника. При этом британская воздушная стратегия основывалась на предположении, что Великобритании никогда не придётся воевать одной в Европе, поэтому она может полагаться на воздушную мощь союзников. Однако уже в 1936 году британское министерство авиации, следуя примеру США, приняло программу производства дальних стратегических бомбардировщиков Avro Lancaster и Handley Page Halifax.
Военное командование Франции не отдавало особого предпочтения ни одному из родов авиации, чёткой авиационной военно-технической политики не имелось. Долгое время преобладала точка зрения, что нужно прежде всего создать как можно больше образцов самолётов, чтобы в будущем отобрать наилучшие.
Военная доктрина Японии отводила военно-воздушным силам важную роль в обеспечении успешных действий военно-морского флота и наземных войск. Также предусматривались самостоятельные действия авиации для нанесения сосредоточенных авиаударов по важным целям и устрашения населения противника. Однако в Японии не было создано дальней авиации, с помощью которой можно было бы добиться ослабления военного производства противника. 
Фашистская Италия ещё в меньшей степени, чем Япония, предусматривала использование авиации для стратегических бомбардировок, хотя популярная предвоенная теория генерала Джулио Дуэ, казалось бы, должна была предусматривать именно массированное применение итальянской авиации, которая должна была играть основную роль в победе над противником в грядущей войне.

## Воздушные силы стран-участниц Второй мировой войны

### Германские Люфтваффе
Люфтваффе было гордостью нацистской Германии. Новые приемы воздушных боев были опробованы немцами в Гражданской войне в Испании. Пикирующие бомбардировщики (Junkers Ju 87) приводили в ужас вражеские пехотные подразделения.
Но Люфтваффе не хватало стратегических бомбардировщиков, так как немцы недооценивали роль стратегических бомбардировок, особенно после смерти в 1936 году генерала Вальтера Вефера — сторонника стратегической бомбардировочной авиации для люфтваффе. Стратегическую бомбардировочную авиацию, несмотря на довольно успешную переделку четырёхмоторного пассажирского самолёта Fw 200 в дальний стратегический бомбардировщик Focke-Wulf Fw 200 Condor, способный нести 2,1 тонны бомб на 4000 км, немцы не развивали. Они выпустили лишь около 80 «Кондоров», которые применялись в основном в Северной Атлантике против транспортных судов противника. По мнению германского командования, бомбардировщики He-111 с дальностью действия до 2000 км вполне способны были наносить бомбовые удары в тактической и оперативной глубине обороны противника, а при определённых условиях — и в ближайшей стратегической глубине, неся при этом до 3 тонн бомб.
В ходе войны немецкое командование не оставляло надежды найти средство, с помощью которого можно было бы кардинально изменить ход войны в свою пользу. В 1930-е и 1940-е годы во многих странах создавались проекты самолётов с ракетными и турбореактивными двигателями. Однако в годы Второй мировой войны создать и начать серийно производить реактивные самолёты смогли только немцы (наладившие достаточно массовое их производство и применение: Ме-163, Ме-262, Heinkel He 162 Volksjäger, Арадо Ar 234) и британцы (Gloster Meteor). Ме-262 развивал скорость до 875 км/час, ни один другой самолёт Втророй мировой войны такой скорости не достигал.

#### Реактивные самолёты

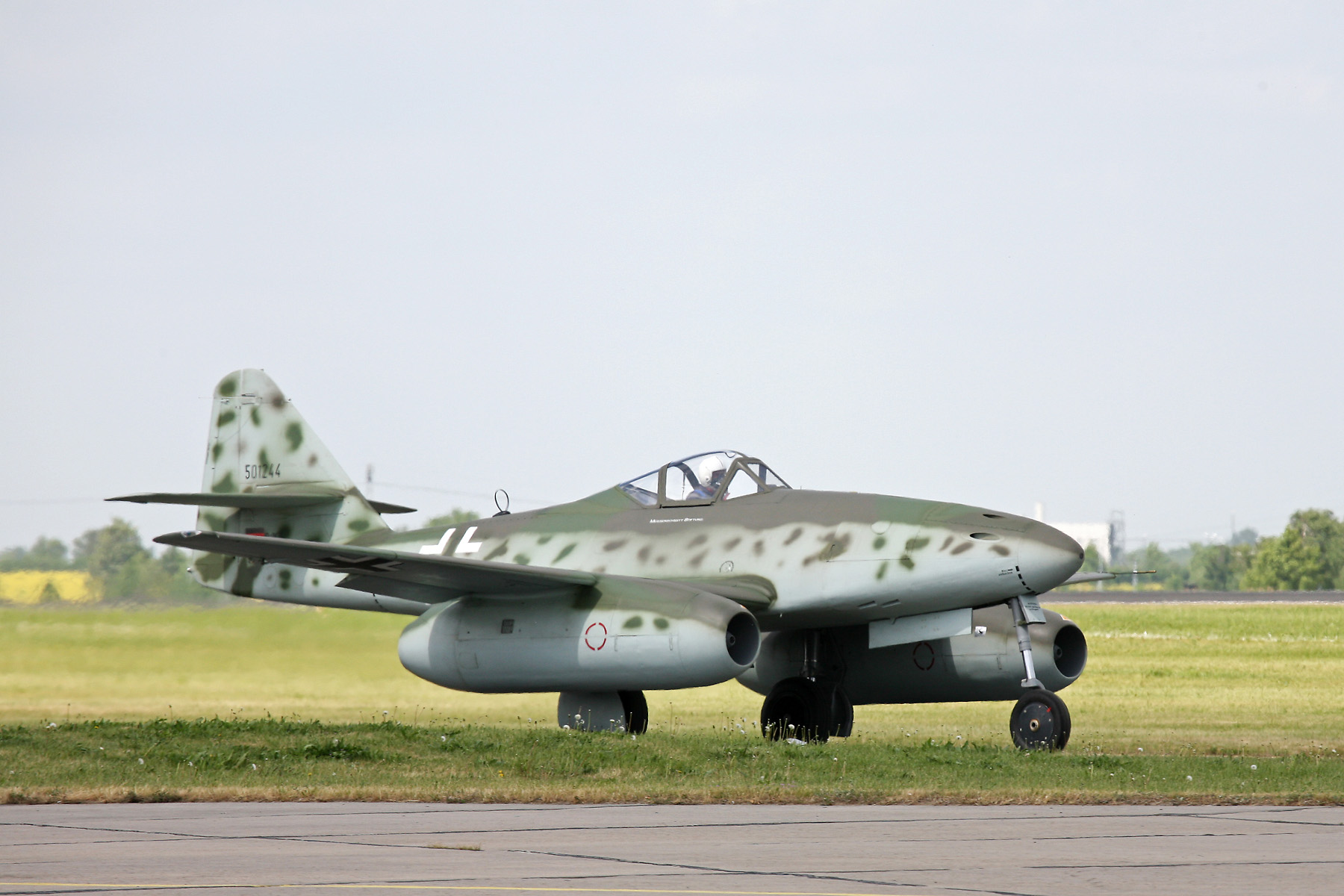
Me.262 на Берлинском авиашоу ILA 2006

- Ракетный истребитель истребитель Мессершмитт Me.163 «Komet»
- Турбореактивный истребитель Мессершмитт Me.262 «Schwalbe» / «Sturmvogel»[7].
- Турбореактивный истребитель Хейнкель He-162 «Volksjäger» / «Salamander» / «Spatz»[8].
- Турбореактивный бомбардировщик Арадо Ar 234 «Blitz»

Применение в Люфтваффе реактивных истребителей в конце войны нанесло большой урон авиации их противников. Однако в Германии в 1942—1945 было выпущено небольшое количество этих истребителей (около двух тысяч), для которых к тому же остро не хватало соответствующих опытных пилотов и топлива. Поэтому их применение носило весьма ограниченный характер. Германские реактивные самолёты также страдали от множества технических проблем, которые успешно разрешить до конца так и не удалось. В то же время, реактивные истребители США и Великобритании (такие как Lockheed F-80 Shooting Star и De Havilland DH.100 Vampire, соответственно) в конце 1945 года уже были запущены в серийное производство и могли бы наверное эффективно парировать германскую угрозу в воздухе.

#### Крылатые, континентальные и межконтинентальные ракеты
Оружие возмездия (нем. Vergeltungswaffe; V-Waffen) — название ряда амбициозных авиационных и ракетно-артиллерийских проектов нацистской Германии по созданию оружия для более действенных бомбардировок английских городов и вновь планируемых атак на США, как акт «возмездия» за налёты союзников по антигитлеровской коалиции на города Германии. Гитлер считал, что новые технологии в авиации дадут Германии возможность стратегических бомбардировок противника. Были разработаны реактивные снаряды (летающие бомбы) — крылатые, континентальные и межконтинентальные ракеты.
В выступлениях пропагандистов Третьего Рейха в качестве синонимов «оружия возмездия» употреблялись понятия «Копьё Вотана», «Меч Зигфрида» и иные понятия древнегерманской мифологии. Начиная с того времени, когда руководители Рейха на основе анализа экономического и военного положения стали понимать, что страна начинает проигрывать войну, «оружием возмездия» называлось и могло считаться таковым, по значимости для предполагаемой победы, достаточно много образцов новой военной техники появившихся в Германии на заключительном этапе войны.
Образцы ракетного вооружения предназначались в первую очередь для дальнейшего использования против целей в Великобритании, однако после высадки в Нормандии англо-американских войск, они стали применяться также по целям на материковой территории Западной Европы. Основным «оружием возмездия» являлись ракеты Фау-1 (их пилотная версия Фау-4) и Фау-2, а также артиллерийское орудие Фау-3. Наиболее известными, широко использовавшимися в боевом применении проектами тяжёлого «оружия возмездия» являются реактивный беспилотный самолёт-снаряд (крылатая ракета) Фау-1 (V-1, Fi-103) и континентальная баллистическая ракета Фау-2 (V-2, A4).

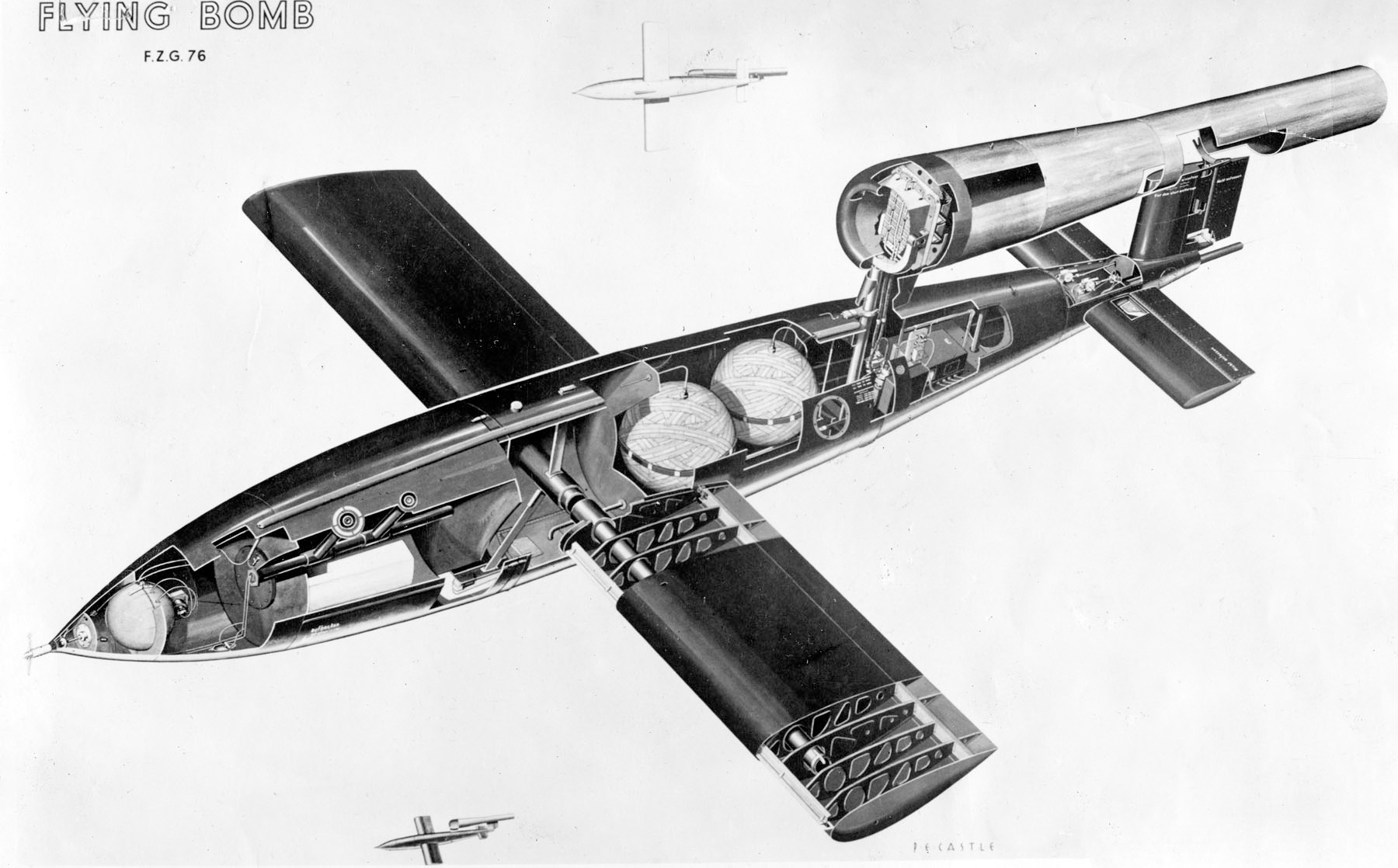
Устройство Фау-1

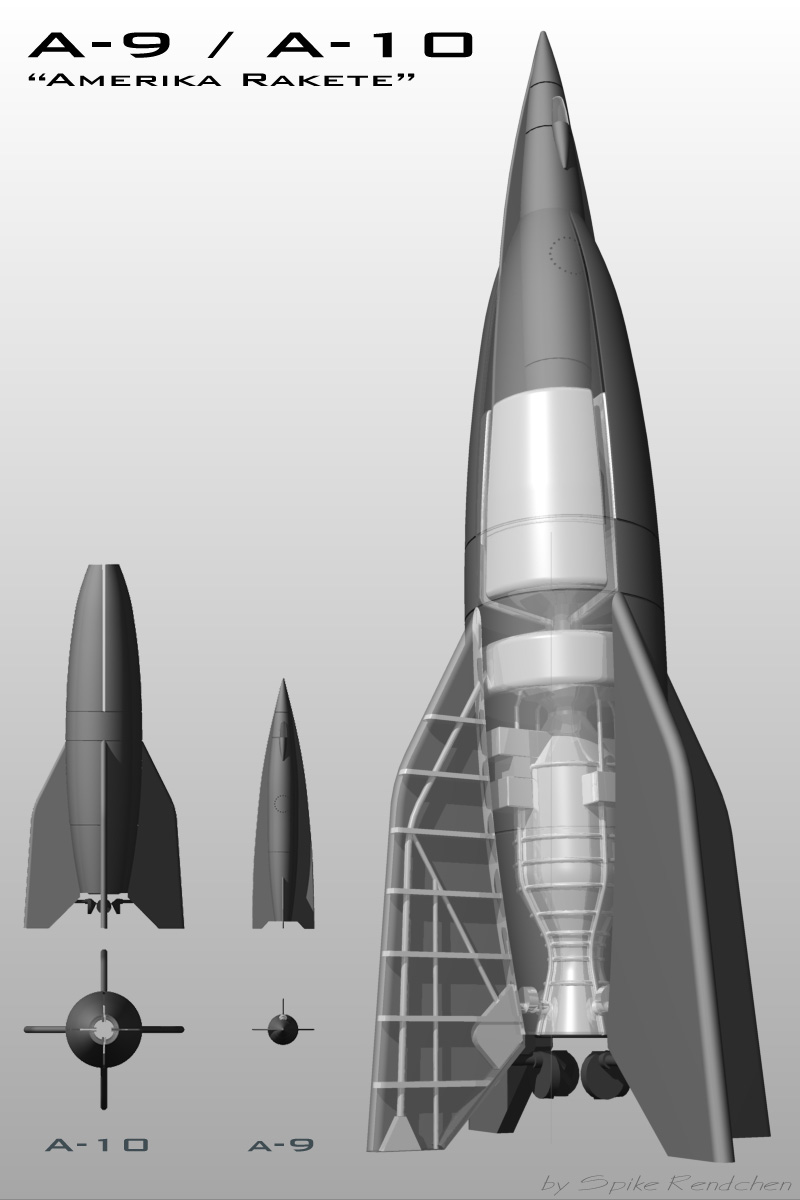
МБР А9/А10 — стадия проектных исследований

- Крылатая ракета (самолёт-снаряд) «Фау-1» (применялась с 13 июня 1944). К 29 марта 1945 года 10 492 ракет было запущено по Англии (из них 8 892 с наземных пусковых установок и 1 600 с самолётов)[11]; 3200 упали на её территории, из них 2419 достигли Лондона, вызвав потери в 6184 человека убитыми и 17 981 ранеными[12]. Тем самым, на каждую достигшую Лондона ракету приходилось 10 погибших или раненых лондонцев. В городе было разрушено около 23 000 зданий и до 100 000 получили повреждения различной степени. Также атакам Фау-1 подвергались Портсмут, Саутгемптон, Манчестер и ряд других британских городов. В завершающие месяцы войны немцы усиленно атаковали самолётами-снарядами важные центры Западной Европы — Льеж (3 141 пуск), Антверпен (2 183 пуска), Брюссель (151 пуск), Париж.[3] В целом, по соотношению «стоимость/эффективность», Фау-1 была достаточно эффективным оружием (в отличие от существенно более дорогой баллистической ракеты Фау-2). Она была дешёвой и простой, могла производиться и запускаться массово, не требовала обученных пилотов и в целом, даже с учётом значительных потерь самолётов-снарядов от противодействия англичан, наносимый ракетами ущерб был больше затрат на их производство. Полностью собранная Фау-1 стоила всего 3,5 тысяч рейхсмарок — менее 1 % от стоимости пилотируемого бомбардировщика с аналогичной бомбовой нагрузкой. Следует также учитывать, что противодействие ракетным обстрелам потребовало от британцев значительных усилий, задействования множества зенитных орудий, истребителей, прожекторов, РЛС и персонала, и в итоге значительно превосходило по стоимости сами задействованные ракеты, даже без учёта наносимого ими ущерба.
- Континентальная ракета «Фау-2» (первый боевой пуск 8 сентября 1944). Количество осуществлённых боевых пусков ракеты составило 3225. Применялась с целью запугивания, поражая в основном мирное население (погибло около 2700 человек[13], обстрелу подвергалась в основном территория Великобритании, в особенности отличающийся большой площадью город Лондон)[13]. «Фау-2» является первым в истории объектом, совершившим суборбитальный космический полёт, достигнув при вертикальном запуске высоты в 188 км.[14] После войны являлась прототипом для разработки первых баллистических ракет в США, СССР и других странах.
- Межконтинентальная ракета «А9/А10» была менее известным, но тем не менее реально существовавшим ещё с 1942 года проектом, доведённым до той или иной степени исполнения, был проект 100-тонной управляемой двухступенчатой первой в мире межконтинентальной ракеты (МБР) А9/А10 «Amerika-Rakete», или «Projekt Amerika», для бомбардировки Нью-Йорка и других городов восточного побережья США. Чисто технически, эта ракета являлась скорее сверхзвуковой крылатой, так как её вторая ступень представляла собой крылатый ракетоплан, движущийся не по баллистической, а по планирующей траектории. На 1 января 1945 года только в Пенемюнде работали над проектом двухступенчатой ракеты А9 (Lрак = 18 м, дальность стрельбы 4 тыс. км; западные источники указывают дальность 5 тыс. км) 1940 специалистов[15]. В январе 1945 года было произведено два лётных испытания А9. Иногда встречаются утверждения, что к концу войны программа A9/A10 была близка к реализации, или даже испытана в пилотируемой версии. Тем не менее, факт каких-либо существенных работ по программе A9/A10 вызывает сомнения, так как материальных свидетельств какого-либо практического воплощения работ по проекту не существует. Согласно данным расследования, проведённого журналом «Техника — молодёжи», программа не продвинулась далее эскизов и расчётов.[16]. Предположительные экспериментальные запуски A9, вероятно, являются результатом путаницы с реально проводившимися (неудачными) запусками ракеты A4b — крылатой версии ракеты A4, которая по представлениям конструкторов должна была бы иметь большую дальность чем обычная А4.
- Баллистическая ракета на твёрдом топливе «Рейнботе» (Rheinbote). Этот компактный снаряд представлял собой попытку создания тактической неуправляемой многоступенчатой ракеты, способной играть роль аналогичную тяжёлой артиллерии (при значительно более высокой подвижности). Ракета оказалась неудачной из-за низкой точности и мизерного веса боевой части, в результате чего её применение было трудно даже заметить.

### ВВС РККА СССР

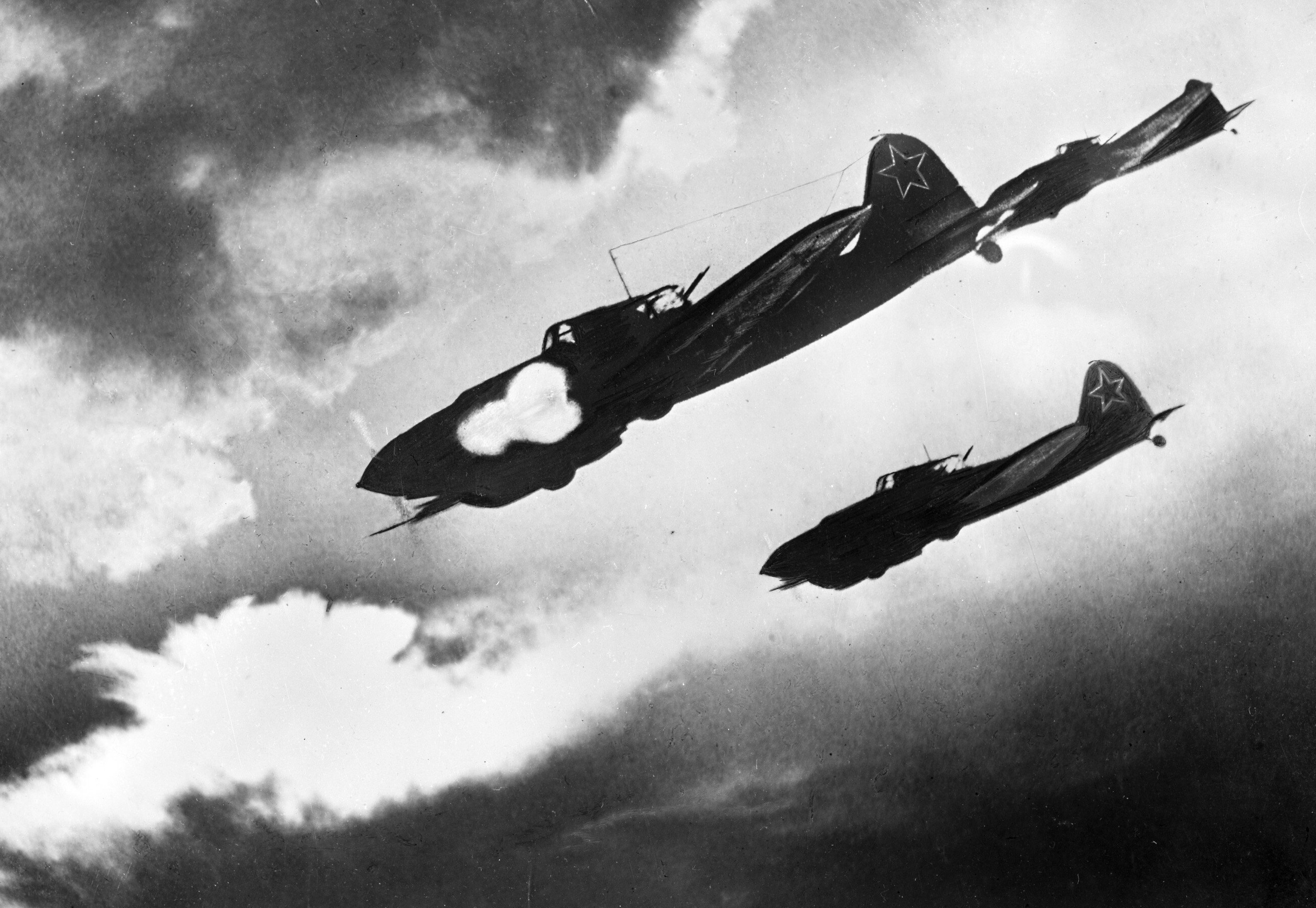
Штурмовики Ил-2 атакуют колонну противника, Воронежский фронт, 1 июля 1943 года

За полтора года перед Великой Отечественной войной Красная Армия получила от промышленности 17745 боевых самолетов, включая 3719 самолетов новых типов, истребители Як-1, МиГ-3, ЛаГГ-3, штурмовик Ил-2, бомбардировщик Пе-2 и другие.
В годы Великой Отечественной войны значительную часть самолетов в советских ВВС составляли штурмовик Ил-2, истребитель Як-1. Появление на фронтах самолётов как Як-3 и Як-9 принесло установление паритета с Люфтваффе. На вооружение ВВС поступали самолёты-истребители Як-7, Як-9, Як-3, Ла-5, Ла-7, двухместные штурмовики Ил-2 (а с лета 1944 Ил-10), бомбардировщики Пе-2, Ту-2, пушки, бомбы, РЛС, радиосвязное и аэронавигационное оборудование и др. Помощь СССР в виде ленд-лиза оказывали США. За 1941—1945 годы в СССР по ленд-лизу было поставлено 14 126 самолётов: "Кёртисс «Томагаук», Белл P-39 «Аэрокобра», Белл P-63 «Кингкобра», Дуглас A-20 «Бостон», Норт-Америкен B-25 «Митчелл», Консолидейтед PBY «Каталина», Дуглас C-47 «Дакота», Рипаблик P-47 «Тандерболт». Общий объём поставок самолётов из США и Великобритании составлял около 12 % от общего числа советской авиации.

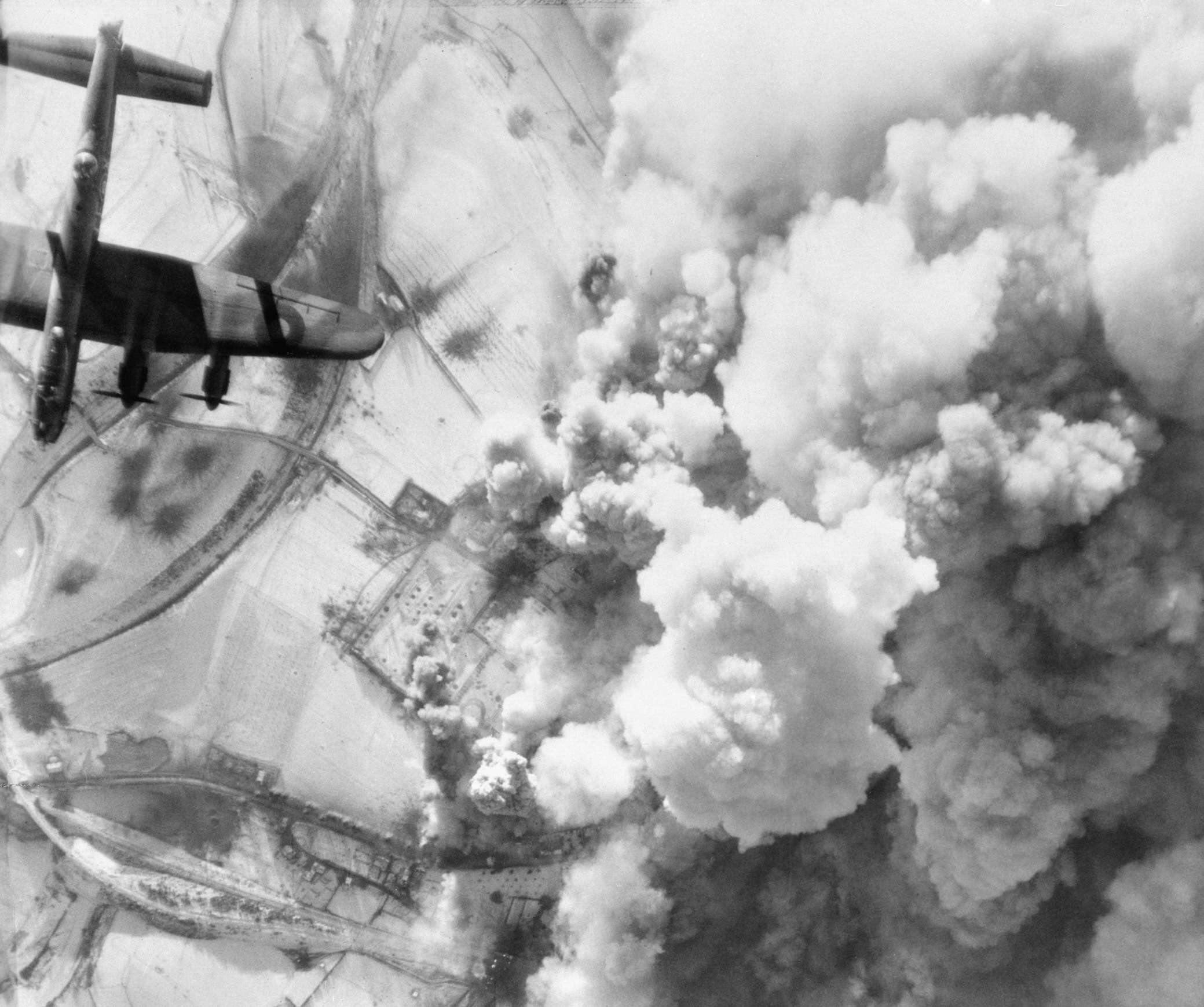
Атака «Ланкастерами» Санкт-Вит, Бельгия,
26 декабря 1944 года

### Британские Королевские ВВС
Британцы имели свою очень хорошо разработанную теорию стратегических бомбардировок.
Перед войной в Великобритании началось значительное расширение авиации: из 42 эскадрилий с 800 самолетами в 1934 году, ее размеры достигли 157 эскадрилий и 3700 самолетов к 1939 году. Средние бомбардировщики были способны достичь немецких промышленных центров в Руре.
Бомбардировочная авиация страны участвовала в стратегических бомбардировках немецкого военного производства и густонаселённых городов, в минировании прибрежных вод Германии и Италии.

## Поддержка наземных войск

Анимация бомбового удара Ju-87

Люфтваффе продемонстрировала всему миру свою мощь уже во время вторжения в Польшу в сентябре 1939 года. Пикирующие бомбардировщики Ju-87, действуя совместно с танковыми соединениями, расчищали поле боя. Во время вторжения во Францию в 1940 году люфтваффе с первых дней боевых действий завоевали господство в небе некогда могучей авиационной державы — Франции.
Во время вторжения в СССР летом 1941 года пикирующие бомбардировщики сначала наносили бомбовый удар по огневым позициям советской артиллерии и дивизионным тылам. На выполнение этой задачи могло быть назначено от двух до четырёх вылетов. После этого уничтожались все немногочисленные средства советской войсковой ПВО и только затем, до наступления темноты, бомбово-штурмовыми ударами уничтожались опорные пункты и другие цели в пределах первой советской оборонительной позиции. Боевое напряжение люфтваффе летом 1941 года составляло до пяти—шести вылетов на экипаж.
Что касается советской авиации, то чтобы остановить продвижение противника, против немецких танковых и механизированных колонн были брошены не только уцелевшие полки фронтовых бомбардировщиков СБ и истребителей И-16 и И-153, но и соединения и части дальней бомбардировочной авиации. Полки дальних бомбардировщиков ДБ-3 и ТБ-3 получали задачи по нанесению ударов по скоплениям немецких танков. Действуя днём, без истребительного прикрытия, на малых высотах, при активном противодействии немецких истребителей и многочисленной войсковой зенитной артиллерии, советские авиаторы несли большие потери.
В марте 1942 года командующим советских ВВС был назначен генерал-лейтенант А.А. Новиков. Он сразу же предложил объединить авиацию, которая до этого подчинялась командованию фронтов и армий, в воздушные армии, что улучшило управление и координацию действий советской авиации. Вместо смешанных авиационных соединений создавались однородные истребительные, штурмовые, бомбардировочные дивизии и корпуса. Устаревшие самолеты И-153, И-16 постепенно заменялись на Ил-2, Як-7, Ла-5, Ла-7, которые начала массово выпускать советская авиационная промышленность. Постепенно советская авиация завоевывала господство в воздухе: как совместными действиями истребительной, бомбардировочной и штурмовой авиации, путем уничтожения самолетов противника в воздушных боях и на аэродромах, так и действиями истребителей, которые уничтожали авиацию противника в воздушных боях, не допускали ее в районы боевых действий наземных войск, блокировали ближайшие немецкие аэродромы.

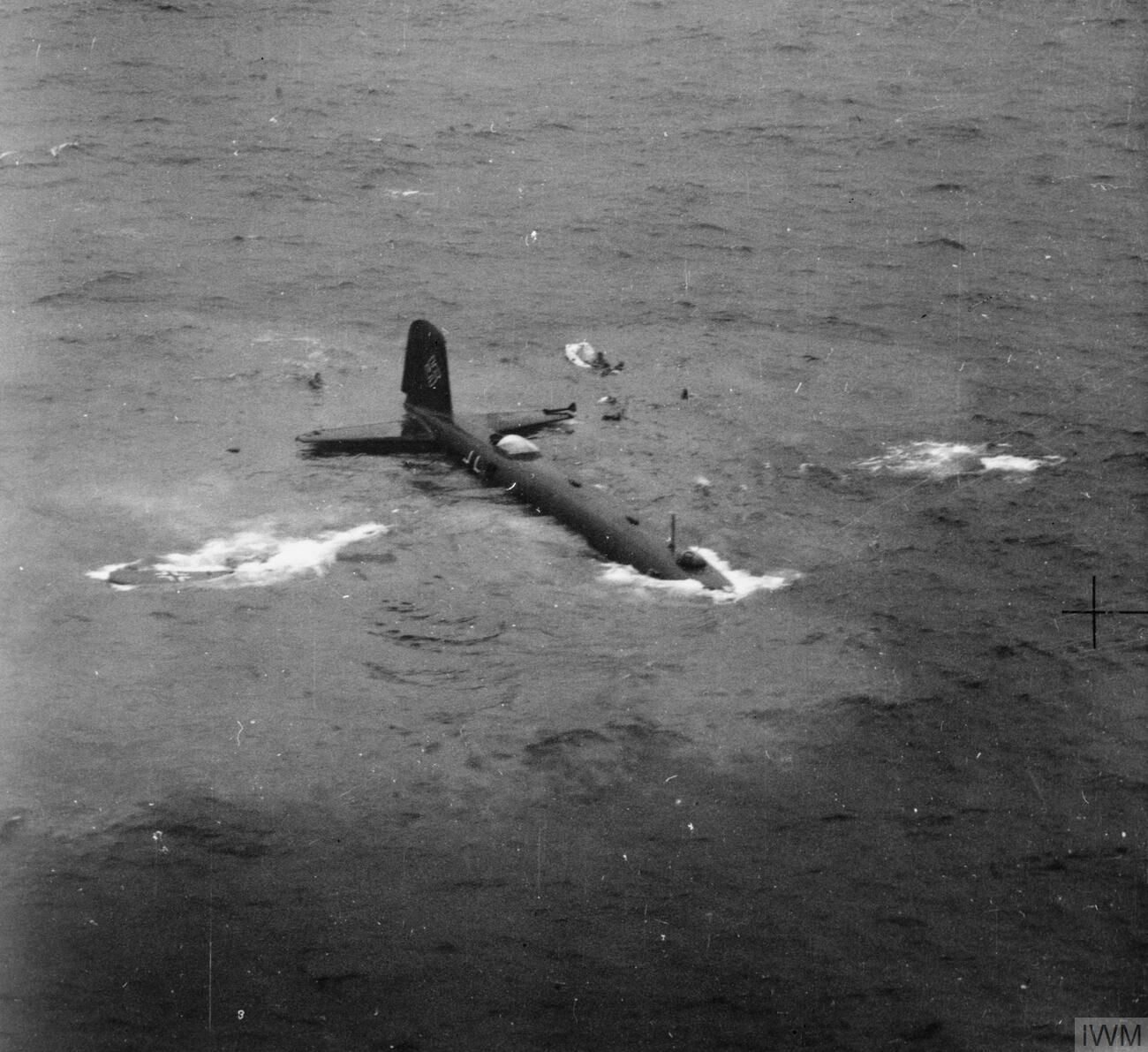
Сбитый британской авиацией над Атлантикой Focke-Wulf Fw 200 Condor, 23 июля 1941 года

## Битва за Атлантику в воздухе
Немецкая авиация в Северной Атлантике использовалась для уничтожения водных конвоев. Первое крупное нападение на конвои произошло 25 апреля 1942 года, когда были атакованы 34 корабля конвоя PQJ6.

## Стратегические бомбардировки

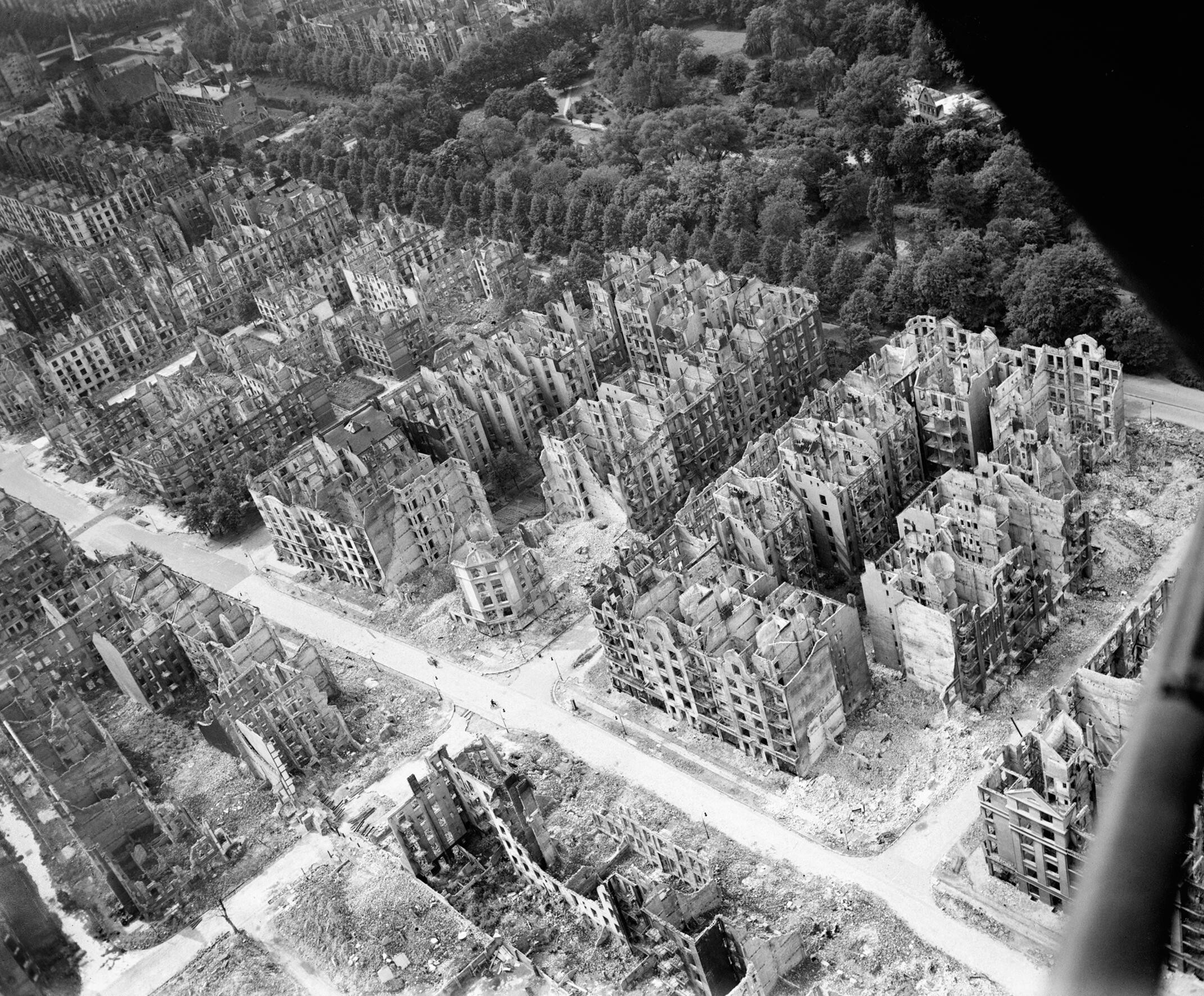
Разрушения от бомбардировок, Гамбург, 1943 год

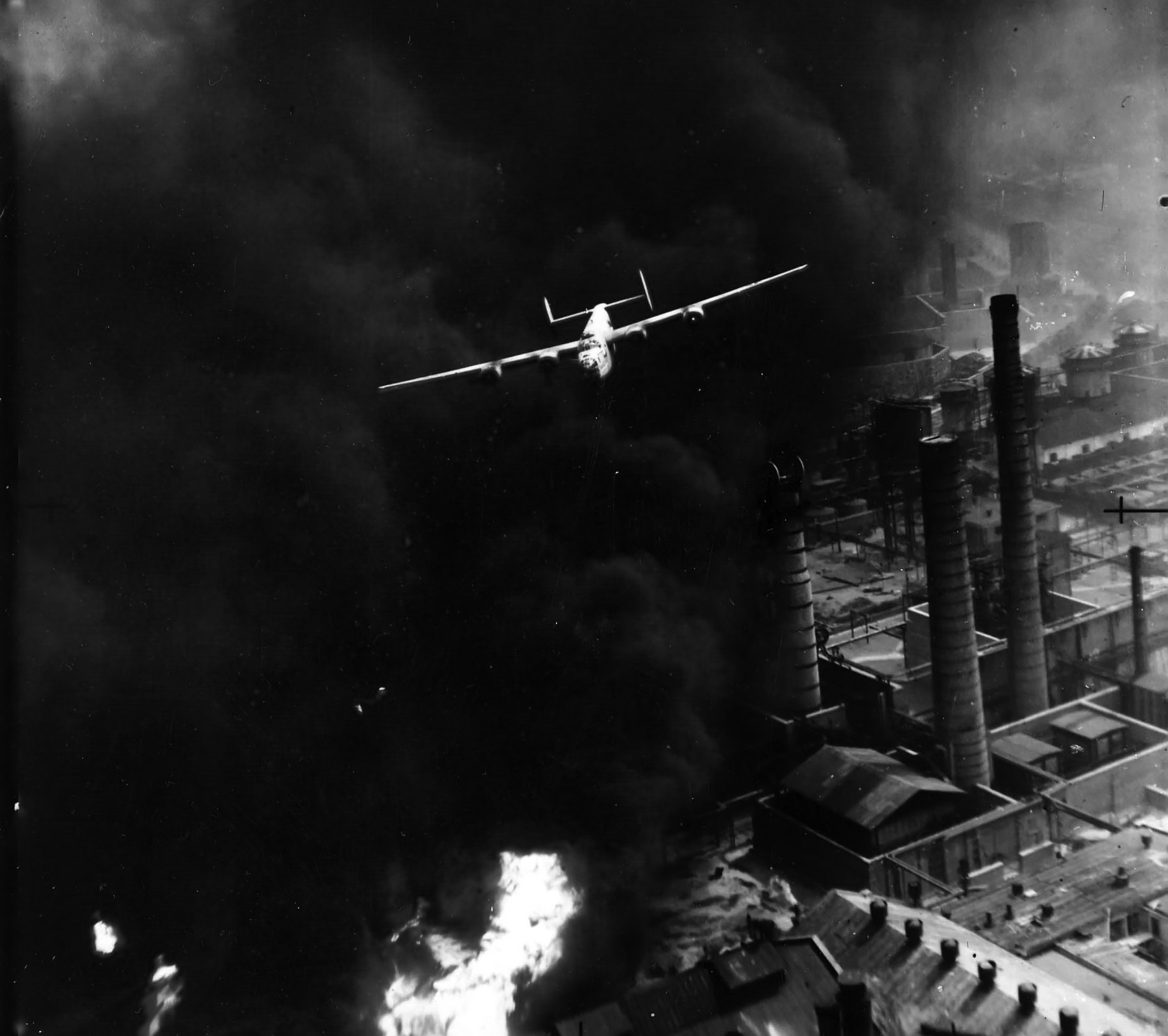
Американский бомбардировщик B-24 Liberator над НПЗ в Плоешти,
1 августа 1943 года

Стратегические бомбардировки во время Второй мировой войны приобрели больший размах, чем когда-либо до этого. Стратегические бомбардировки, проведённые Великобританией, Германией, СССР, США и Японией, использовали обычные вооружения, зажигательные бомбы и ядерное оружие.
В начале войны британское правительство приказало своим ВВС строго придерживаться Амстердамского проекта международных правил, запрещавшего атаковать гражданскую инфраструктуру за пределами зоны боевых действий, но отказалось от этого ограничения 15 мая 1940 года, на следующий день после бомбардировки Роттердама немецкой авиацией.
24 августа 1940 года немецкая авиация нанесла первый бомбовый удар по Лондону. Последовал период взаимных бомбардировок городов, основной целью которых были индустриальные городские зоны. В феврале 1942 года британские ВВС начали ковровые бомбардировки. Уточнялось, что необходимо «сосредоточить нападения на моральном состоянии гражданского населения противника и, в частности, промышленных рабочих».
Но затем ситуация изменилась. К 1944 году британцы и американцы имели подавляющее преимущество в воздухе. Их военно — воздушные силы могли уничтожать немецкие самолеты на заводе — изготовителе. Немцы начали терять одну тысячу самолетов в месяц на западном фронте (и еще 400 на Восточном фронте). В рамках только одной «Большой недели» в феврале 1944 года американские бомбардировщики под прикрытием сотен истребителей сделали 3 800 самолетовылетов сбросили около 10000 тонн взрывчатых веществ на немецкие аэродромы и шарикоподшипниковые заводы. При этом США понесли потери — 137 бомбардировщиков и 21 истребителей. Однако шарикоподшипниковое производство мало пострадало, немцы восстановили ущерб в течение нескольких недель; им даже удалось удвоить производство самолетов.
Настоящим важным достижением стратегических бомбардировок стало уничтожение немецких поставок нефти. Нефть имеет важное значение для подводных лодок и танков, в то время как очень высокое качество авиационного бензина имеет важное значение для самолетов с поршневыми двигателями. Германия имела мало нефтяных скважин и зависела от импорта нефти из СССР (до 1941) и нацистского союзника — Румынии. Заметным достижением кампании бомбардировок было также разрушение немецкой транспортной системы, её железных дорог и каналов. В результате производство военной техники росло, но доставить её на фронт не было возможности.
Германия и Япония проиграли войну во многом из-за стратегических бомбардировок. Со стороны противников только американская тактическая и стратегическая воздушная война против Германии обошлась в 12 000 потерянных в бою американских самолетов, 51 000 убитых, 30 000 пленных и 13 000 раненых. В битвах против Японии ВВС потеряли 30 000 самолетов, 16 000 убитых, 6 000 пленных и 5000 раненых; потери морской авиации — 1600 человек убитыми и 1100 раненых.
Во Второй мировой войне воздушные бомбардировки унесли жизни 60 595 британцев, от 305 000 до 600 000 немцев.
Американские бомбардировки Токио, Иокогамы, Кобе и многих других японских городов, включая сюда атомную бомбардировку Хиросимы и Нагасаки, унесли жизни от 330 000 до 500 000 японских гражданских лиц, а также жизни около 100 000 японских военнослужащих.

## Тихоокеанская кампания в воздухе
У Японии не было отдельных ВВС. Авиационные подразделения подчинялись как армии, так и флоту, которые плохо взаимодействовали друг с другом. Японская военная промышленность во время Второй мировой войны произвела 76 000 боевых самолетов, из которых 15000 были легкими бомбардировщиками.

#### Камикадзе

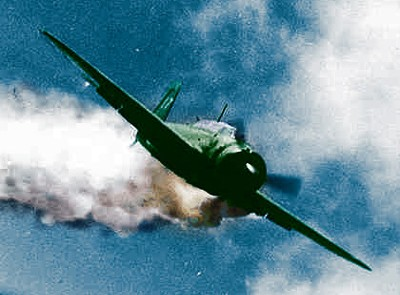
Атака японского лётчика-камикадзе на американский авианосец 25 ноября 1944 года.

В конце 1944 года японцы придумали неожиданную и весьма эффективную новую тактику, самолеты камикадзе направлялись, как управляемая ракета на американские корабли. Атаки начались в октябре 1944 года и продолжались до конца войны. Большинство самолетов, используемых в атаках камикадзе были устаревшими истребителями и пикирующими бомбардировщиками. Пилоты-камикадзе были неопытными, с минимальной летной подготовкой, однако большинство из них были хорошо образованы и ревностно преданы японскому императору.
Атаки камикадзе были весьма эффективными в сражении на Окинаве весной 1945 года. Во время трехмесячной битвы, 4000 боевых самолетов камикадзе потопили 38 американских кораблей, убив около 4900 моряков 5-го американского флота.
Американцы определились со средством защиты от камикадзе — уничтожить самолеты на земле, либо в воздухе задолго до того как они подлетят к кораблям.

### Технологии
- Baumann, Ansbert. «Evakuierung des Wissens. Die Verlagerung luftkriegsrelevanter Forschungsinstitute nach Oberschwaben 1943—1945.» Zeitschrift für württembergische Landesgeschichte, 67 (2008): 461—496.
- Baxter, James Phinney. Scientists Against Time (1946)
- Brown, Louis. A Radar History of World War II: Technical and Military Imperatives (1999) online excerpt
- Constant II, Edward W. The Origins of the Turbojet Revolution (1980)
- Longmate, Norman. Hitler’s Rockets: The Story of the V-2s (1985).
- Moye, William T. "Developing the Proximity Fuze, and Its Legacy (2003) online version
- Neufeld, Michael J. «Hitler, the V-2, and the Battle for Priority, 1939—1943.» The Journal of Military History, 57 (July 1993): 5-38. in JSTOR
- Neufeld, Michael J. The Rocket and the Reich: Peenemünde and the Coming of the Ballistic Missile Era (1995)
- Swords, Seán S. Technical History of the Beginnings of Radar (1986)

### Тактическая авиация, вооружения
- Жуков Г. К. Воспоминания и размышления. В 2 т. — М.: Олма‐Пресс, 2002
- Batchelor, John and Bryan Cooper. Fighter: A History of Fighter Aircraft (1973)
- Cooling, Benjamin Franklin ed. Close Air Support (1990) GPO
- Craven, Wesley Frank and J. L. Cate. The Army Air Forces in World War II (1949), vol. 6: Men and Planes online edition
- Francillon, R. J. Japanese Aircraft of the Pacific War (1970)
- Gruen, Adam L. Preemptive defence: Allied Air Power Versus Hitler’s V-Weapons, 1943—1945 (1999) online edition
- Hallion, Richard P. D Day 1944: Air Power Over the Normandy Beaches and Beyond (1998) online edition
- Hallion, Richard P. Strike From the Sky: The History of Battlefield Air Attack, 1911—1945 (1989)
- Hogg, I.V. Anti-Aircraft: A History of Air Defence (1978)
- Jane’s Fighting Aircraft of World War II (1989)
- Lundstrom, John B. The First Team: Pacific Naval Air Combat From Pearl Harbor to Midway (1984)
- McFarland, Stephen L. and Wesley Phillips Newton. To Command the Sky: The Battle for Air Superiority over Germany, 1942—1944 (1991)
- Mikesh, Robert C. Broken Wings of the Samurai: the Destruction of the Japanese Airforce (1993)
- Mixon, Franklin G. «Estimating Learning Curves in Economics: Evidence from Aerial Combat over the Third Reich.» KYKLOS 46 (Fall 1993) 411-19. Germans learned faster (if they survived)
- Mortensen. Daniel R. ed. Airpower and Ground Armies: Essays on the Evolution of Anglo-American Air Doctrine, 1940—1943, (1998) online edition. Дата обращения: 4 мая 2016. Архивировано из оригинала 7 апреля 2003 года.
- Okumiya, Masatake and Jiro Horikoshi, with Martin Caidin, Zero! (1956)
- Schlaifer, Robert. Development of Aircraft Engines (1950)
- Sherrod, Robert. History of Marine Corps Aviation in World War II (1952)
- Spire, David N. Air Power for Patton’s Army: The 19th Tactical Air Command in the Second World War (2002) online edition
- Warnock, A. Timothy. Air Power versus U-boats: Confronting Hitler’s Submarine Menace in the European theatre (1999) online edition
- Werrell, Kenneth P. Archie, Flak, AAA, and SAM: A Short Operational History of Ground-Based Air defence (GPO 1988) online edition. Дата обращения: 4 мая 2016. Архивировано из оригинала 7 марта 2003 года.

#### Атомная бомба & капитуляции Японии
- Allen, Thomas B. and Norman Polmar. Code-Name Downfall: The Secret Plan to Invade Japan-And Why Truman Dropped the Bomb (1995)
- Bernstein, Barton. "Eclipsed by Hiroshima and Nagasaki: Early Thinking About Tactical Nuclear Weapons, " International Security (Spring 1991) 149—173 in JSTOR
- Bernstein, Barton F. «The Atomic Bombings Reconsidered.» Foreign Affairs, 74 (Jan-Feb 1995) 135-52.
- Feis, Herbert. Japan Subdued: The Atomic Bomb and the End of the War in the Pacific (1961)
- Gordin, Michael D. Five Days in August: How World War II Became a Nuclear War (2007) 209 pages excerpt and text search
- Holley, I. B. ed. Hiroshima After Forty Years (1992)
- Jones, Vincent C. Manhattan: The Army and the Bomb (GPO, 1985), official construction history
- Libby, Justin. «The Search for a Negotiated Peace: Japanese Diplomats Attempt to Surrender Japan Prior to the Bombing of Hiroshima and Nagasaki.» World Affairs, 156 (Summer 1993): 35-45.
- Miles, Rufus E. Jr. «Hiroshima: The Strange Myth of a Half Million American Lives Saved» International Security 10 (Fall 1985): 121-40.
- Pape, Robert A. «Why Japan Surrendered.» International Security 18 (Fall 1993): 154—201 in JSTOR
- Rhodes, Richard. The Making of the Atomic Bomb (1986), good overview excerpt and text search
- Rotter, Andrew J. Hiroshima: The World’s Bomb (2008) excerpt and text search
- Skates, John. The Invasion of Japan (1994), excellent military history of the greatest non-battle of all time
- VanderMuelen, Jacob. «Planning for V-J Day by the U.S. Army Air Forces and the Atomic Bomb Controversy.» Journal of Strategic Studies 16 (June 1993), 227-39. AAF did not expect quick surrender; bomb was military use
- Walker, J. Samuel. "The Decision to Drop the Bomb: A Historiographical Update, " Diplomatic History 14 (1990) 97-114. Especially useful.
- Walker, J. Samuel. Prompt and Utter Destruction: Truman and the Use of Atomic Bombs Against Japan (2004) online excerpt

#### Этика бомбардировок
- Childers, Thomas. "'Facilis descensus averni est': The Allied Bombing of Germany and the Issue of German Suffering, " Central European History Vol. 38, No. 1 (2005), pp. 75-105 in JSTOR
- Crane, Conrad C. Bombs, Cities and Civilians: American Airpower Strategy in World War II (1993)
- Crane, Conrad C. "Evolution of U.S. Strategic Bombing of Urban Areas, " Historian 50 (Nov 1987) 14-39, defends AAF
- Davis, Richard G. «Operation 'Thunderclap': The US Army Air Forces and the Bombing of Berlin.» Journal of Strategic Studies (March 1991) 14:90-111.
- Garrett, Stephen A., Ethics and Airpower in World War II: The British Bombing of German Cities (1993)
- Havens, Thomas R. H. Valley of Darkness: The Japanese People and World War Two (1978)
- Hopkins, George F. «Bombing and the American Conscience During World War II,» The Historian 28 (May 1966): 451-73
- Lammers, Stephen E. «William Temple and the bombing of Germany: an Exploration in the Just War Tradition.» The Journal of Religious Ethics, 19 (Spring 1991): 71-93. Explains how the Archbishop of Canterbury justified strategic bombing.
- Markusen, Eric, and David Kopf. The Holocaust and Strategic Bombing: Genocide and Total War in the Twentieth Century (1995)
- Overy, Richard.  The Bombers and the Bombed: Allied Air War Over Europe 1940—1945 (2014) covers strategic bombing by and upon all major countries excerpt and text search
- Schaffer, Ronald. "American Military Ethics in World War II: The Bombing of German Civilians, " Journal of American History 67 (1980) 318-34 in JSTOR
- Schaffer, Ronald. Wings of Judgment: American Bombing in World War II (1985)
- Spaight, J. M. Air Power and War Rights (1947), legal
- Speer, Alfred. Inside the Third Reich (1970)
- Walzer, Michael. Just and Unjust Wars: A Moral Argument with Historical Illustrations (1977)

#### Стратегические бомбардировки
- Boog, Horst. ed. The Conduct of the Air War in the Second World War (1992)
- Clodfelter, Mark. "Aiming to Break Will: America’s World War II Bombing of German Morale and its Ramifications, " Journal of Strategic Studies, June 2010, Vol. 33 Issue 3, pp 401—435
- Davis, Richard G. «Bombing Strategy Shifts, 1944-45,» Air Power History 39 (1989) 33-45
- Griffith, Charles. The quest Haywood Hansell and American strategic bombing in World War II (1999) online edition
- Hansell, Jr., Haywood S. Air Plan That Defeated Hitler (1980) online version
- Kennett, Lee B. A History of Strategic Bombing (1982)
- Koch, H. W. «The Strategic Air Offensive against Germany: the Early Phase, May-September 1940.» The Historical Journal, 34 (March 1991) pp 117-41. online at JSTOR
- Levine, Alan J. The Strategic Bombing of Germany, 1940—1945 (1992) online edition
- MacIsaac, David. Strategic Bombing in World War Two (1976)
- McFarland, Stephen L. «The Evolution of the American Strategic Fighter in Europe, 1942-44,» Journal of Strategic Studies 10 (1987) 189—208
- Messenger, Charles, «Bomber» Harris and the Strategic Bombing Offensive, 1939—1945 (1984), defends Harris
- Overy. Richard. «The Means to Victory: Bombs and Bombing» in Overy, Why the Allies Won (1995), pp 101-33
- Sherry, Michael. The Rise of American Air Power: The Creation of Armageddon (1987), important study 1930s-1960s
- Smith, Malcolm. "The Allied Air Offensive, " Journal of Strategic Studies 13 (Mar 1990) 67-83
- Sterrett, James. Soviet Air Force Theory, 1918—1945 (Routledge, 2007)
- Verrier, Anthony. The Bomber Offensive (1968), British
- Webster, Charles and Noble Frankland, The Strategic Air Offensive Against Germany, 1939—1945 (HMSO, 1961), 4 vol. Important official British history
- Wells, Mark K. Courage and air warfare: the Allied aircrew experience in the Second World War (1995)
- Werrell, Kenneth P. "The Strategic Bombing of Germany in World War II: Costs and Accomplishments, " Journal of American History 73 (1986) 702—713; good place to start. in JSTOR
- Werrell, Kenneth P. Death From the Heavens: A History of Strategic Bombing (2009)

#### Стратегические бомбежки: самолеты и мишени
- Beck, Earl R. Under the Bombs: The German Home Front, 1942—1945 (1986)
- Berger, Carl. B-29: The Superfortress (1970)
- Bond, Horatio, ed. Fire and the Air War (1974)
- Boog, Horst, ed. Germany and the Second World War: Volume VII: The Strategic Air War in Europe and the War in the West and East Asia, 1943—1944/5 (Oxford UP, 2006), 928pp official German history vol 7 excerpt and text search; online edition
- Charman, T. C. The German Home Front, 1939-45 (1989)
- Craven, Wesley Frank and J. L. Cate. The Army Air Forces in World War II (1949), vol. 6: Men and Planes online edition
- Cross, Robin. The Bombers: The Illustrated Story of Offensive Strategy and Tactics in the Twentieth Century (1987)
- Daniels, Gordon ed. A Guide to the Reports of the United States Strategic Bombing Survey (1981)
- Davis, Richard G. Bombing the European Axis Powers: A Historical Digest of the Combined Bomber Offensive, 1939—1945 (2006) online edition. Дата обращения: 4 мая 2016. Архивировано 5 марта 2009 года.
- Edoin, Hoito. The Night Tokyo Burned: The Incendiary Campaign against Japan (1988), Japanese viewpoint
- Hansen, Randall. Fire and Fury: The Allied Bombing of Germany, 1942—1945 (2009), says AAF was more effective than RAF
- Hastings, Max. Bomber Command (1979)
- Haulman, Daniel L. Hitting Home: The Air Offensive Against Japan, (1998) online edition
- Hecks, Karl. Bombing 1939-45: The Air Offensive Against Land Targets in World War Two (1990)
- Jablonsky, Edward. Flying Fortress (1965)
- Jane’s Fighting Aircraft of World War II (1989), reprint of 1945 edition
- Johnsen, Frederick A. B-17 Flying Fortress: The Symbol of Second World War Air Power (2000) excerpt
- MacIsaac, David, ed. The United States Strategic Bombing Survey (10 v, 1976) reprints of some reports
- Madej, Victor. ed. German war economy: the motorization myth (1984) (based on v. 64a, 77, and 113 of the U.S. Strategic Bombing reports on oil and chemical industry.)
- Madej, Victor. ed. The War machine: German weapons and manpower, 1939—1945 (1984)
- Middlebrook, Martin. The Schweinfurt-Regensburg Mission: American Raids on 17 August 1943 (1983)
- Mierzejewski, Alfred C. The Collapse of the German War Economy, 1944—1945: Allied Air Power and the German National Railway (1988)
- Pape, Robert A. Punishment and Denial: The Coercive Use of Air Power (1995)
- Ralph, William W. "Improvised Destruction: Arnold, LeMay, and the Firebombing of Japan, " War in History, Vol. 13, No. 4, 495—522 (2006) online at Sage
- Read, Anthony, and David Fisher. The Fall of Berlin (1993)
- Searle, Thomas R. «'It Made a Lot of Sense to Kill Skilled Workers': The Firebombing of Tokyo in March 1945» The Journal of Military History, Vol. 66, No. 1 (Jan., 2002), pp. 103—133 in JSTOR
- United States Strategic Bombing Survey. The Campaigns of the Pacific War. (1946) Online edition
- United States Strategic Bombing Survey. Summary Report: (European War) (1945) online edition key primary source
- United States Strategic Bombing Survey. Summary Report: (Pacific War) (1946) online edition key primary source
- Westermann, Edward B. Flak: German Anti-Aircraft defences, 1914—1945 (2005)